# Pedro Gómez
Pedro Gómez é um engenheiro espanhol de Fórmula 1 que atualmente é o engenheiro líder de projeto da equipe de Fórmula 1 da Kick Sauber.

## Carreira
Gomez possui um mestrado em engenharia na Universidade Politécnica da Catalunha. Ele posteriormente ocupou várias funções na SEAT, EDAG Group, FERRARI Sportiva F1 e na equipe de Fórmula 1 da McLaren. Onde ocupou o cargo de engenheiro sênior de projeto de aerodinâmica entre 2010 e 2022 e, de projetista líder – projeto de conceito.
Após duas semanas de ter anunciou que deixaria seu cargo na McLaren sem especificar qual seria seu destino, em janeiro de 2025, foi anunciado que a equipe de Fórmula 1 da Sauber, que será transformada na Audi F1 Team em 2026, havia contratado Gomez como seu novo engenheiro líder de projeto.